# 別所町巴
別所町巴（べっしょちょうともえ）は、兵庫県三木市にある大字。郵便番号は673-0443。

## 地理

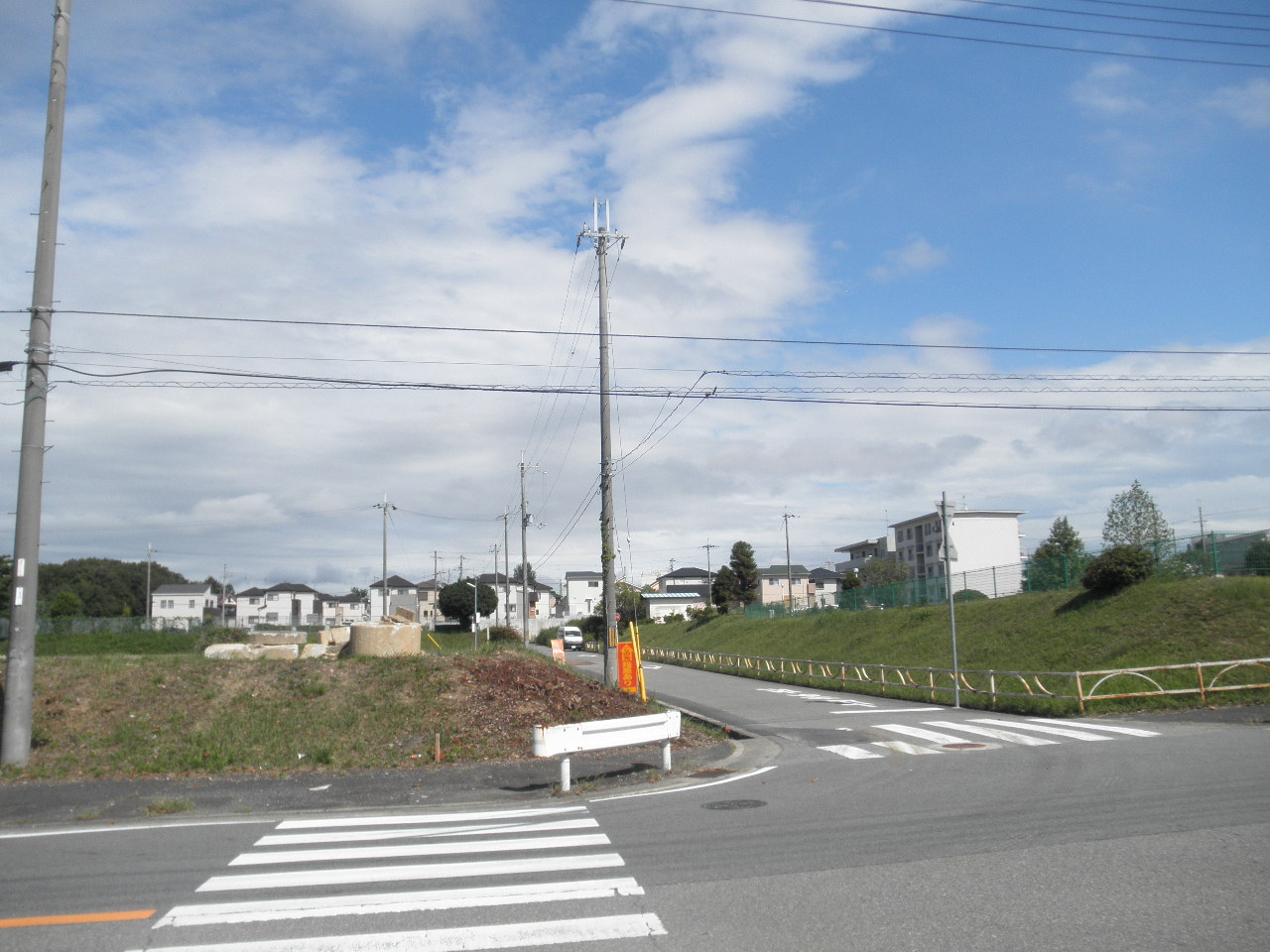
別所町巴の街並み

別所地区の東側、美嚢川下流左岸の印南野台地に位置している。地内の大部分は三木工場公園の用地である。東側は別所町東這田、西側と南側は別所町花尻、北側は別所町西這田と接する。

## 世帯数と人口
2022年（令和4年）2月28日現在の世帯数と人口は以下の通りである。
| 町丁     | 世帯数  | 人口  |
| -------- | ------- | ----- |
| 別所町巴 | 136世帯 | 440人 |

## 小・中学校の学区
市立小・中学校に通う場合、学区は以下の通りとなる。
| 番地 | 小学校             | 中学校             |
| ---- | ------------------ | ------------------ |
| 全域 | 三木市立別所小学校 | 三木市立別所中学校 |

## 施設
- 三木工場公園
- 三木市立別所幼稚園
- 三木市立別所保育所

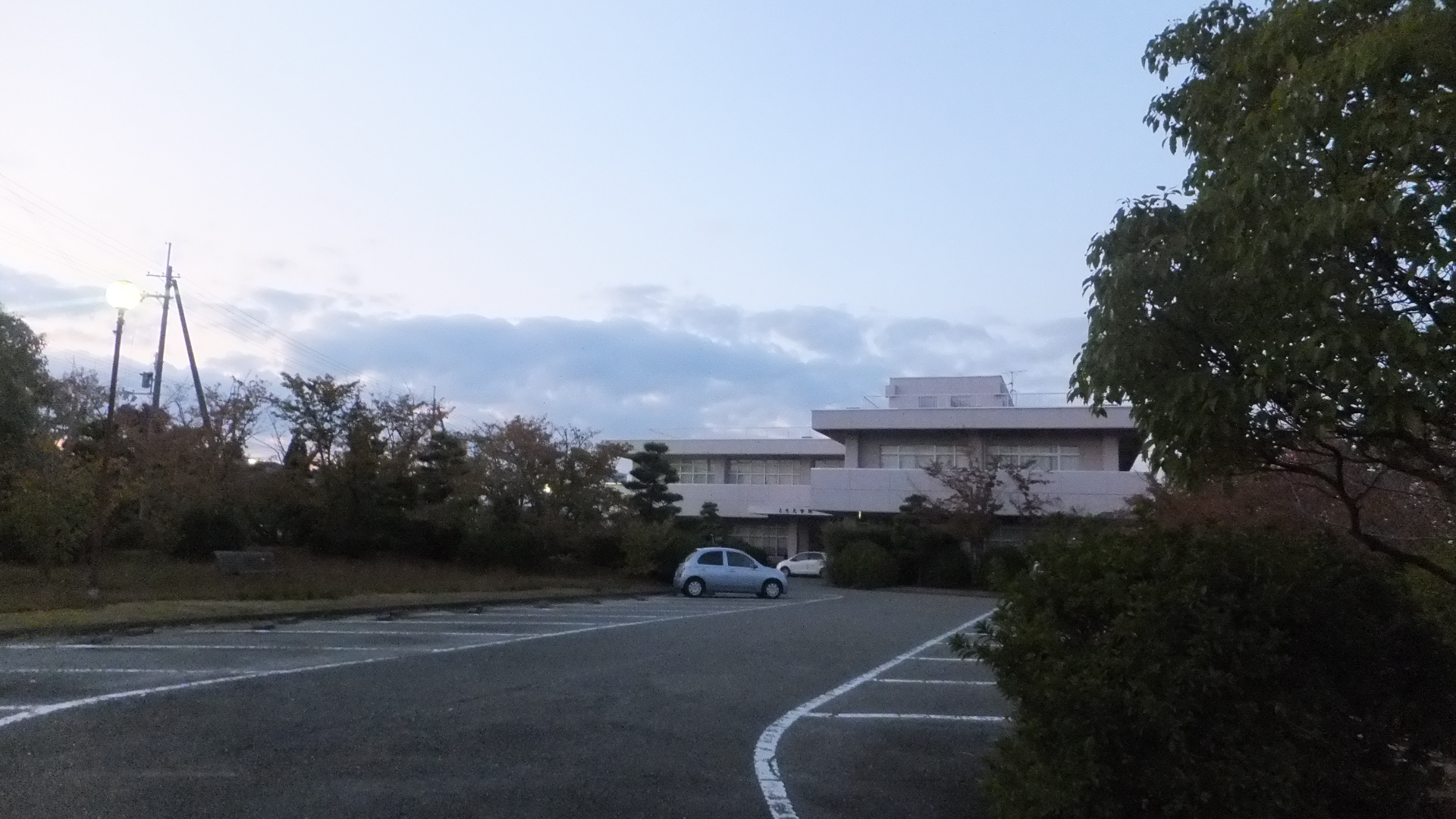
ともえ会館
- 三木給食協同組合
- 三木市西部浄水場

- ともえ会館

### 公園
| 名称           | 画像 | 面積 (ha) | 計画決定     | 事業認可 |
| -------------- | ---- | --------- | ------------ | -------- |
| ともえ中央公園 |      | 1.60      | 1975年9月8日 | なし     |

### 緑地
| 名称       | 画像 | 面積 (ha) | 計画決定     | 事業認可 |
| ---------- | ---- | --------- | ------------ | -------- |
| ともえ緑地 |      | 0.16      | 1981年8月7日 | なし     |

## 交通

### 鉄道
地内には鉄道は通っていない。

### バス
- 神姫バス

### 道路
- 兵庫県道513号三木環状線